# Вишневчик (Чемеровецкий район)
Вишневчик (укр. Вишнівчик) — село в Чемеровецком районе Хмельницкой области Украины.

## История
В мае 1995 года Кабинет министров Украины утвердил решение о приватизации находившегося здесь сахарного завода.
По переписи 2001 года население составляло 1897 человек.
В августе 2002 года было возбуждено дело о банкротстве сахарного завода.

## Местный совет
31622, Хмельницкая обл., Чемеровецкий р-н, с. Вишневчик, ул. Щорса, 3